# Atentat na Johna Kennedyja
John Fitzgerald Kennedy, 35. predsednik Združenih držav Amerike, je bil umorjen v petek 22. novembra 1963 ob 12:30 v Dallasu v Teksasu, medtem ko se je s svojo predsedniško limuzino vozil skozi Dealey Plaza. Kennedy se je vozil skupaj z svojo ženo Jacqueline, guvernerjem Teksasa Johnom Connallyjem in Connallyjevo ženo Nellie, ko ga je usodno ustrelil Lee Harvey Oswald, nekdanji ameriški marinec, ki je iz bližnje stavbe streljal nanj. Guverner Connally je bil v napadu hudo poškodovan. Povorka je odhitela v spominsko bolnišnico Parkland, kjer je bil Kennedy približno 30 minut po streljanju razglašen za mrtvega.
Policijska uprava Dallas je Oswalda aretirala 70 minut po prvem streljanju. Oswald je bil po zakonu zvezne države Teksas obtožen umora Kennedyja in policista J. D. Tippita. 24. novembra 1963 ob 11:21 uri, ko so televizijske kamere v živo spremljale njegov prehod iz mestnega zapora v okrožni zapor, je lastnik nočnega kluba Dallas, Jack Ruby ustrelil in smrtno ranil Oswalda v kleti policijskega sedeža Dallasa. Oswalda so odpeljali v spominsko bolnišnico Parkland, kjer je kmalu umrl. Ruby je bil obsojen na zapor zaradi Oswaldovega umora, čeprav je bil kasneje v pritožbi razveljavljen, Ruby pa je leta 1967 umrl v zaporu, medtem ko je čakala na novo sojenje.
Po 10-mesečni preiskavi je Warrenova komisija ugotovila, da je Oswald pri streljanju na Kennedyja ravnal povsem sam in da je Ruby pravtako ravnal sam pri ustrelitvi Oswalda. Kennedy je bil osmi in najnovejši ameriški predsednik, ki je umrl na položaju, četrti (po Lincolnu, Garfieldu in McKinleyju) pa je bil umorjen. Podpredsednik Lyndon B. Johnson je samodejno postal predsednik po Kennedyjevi smrti.
Odbor Združenih držav za atentate (HSCA) se je strinjal z Warrenovo komisijo, da sta Oswaldovi trije streli povzročila poškodbe, ki sta jih utrpela Kennedy in Connally. Po analizi zvočnega posnetka diktabel je HSCA ugotovila, da je bil Kennedy verjetno umorjen zaradi zarote. Odbor ni mogel identificirati drugega strelca ali skupine, ki bi bila vpletena v možno zaroto, čeprav je HSCA ugotovila, da analiza kaže na obstoj dodatnega streljanja in veliko verjetnost, da sta dva strelca streljala na predsednika.

## Ozadje
Ameriški predsednik John Kennedy je novembra 1963 odpotoval v Teksas, da bi odpravil opravke in dela v demokratični stranki med liberalci Ralph Yarborough, Don Yarborough in konservativnim teksaškim guvernerjem Johnom Connallyjem. Za obisk sta se najprej dogovorila Kennedy, podpredsednik Lyndon B. Johnson in župan Connally na srečanju v El Pasu junija. Kennedy je imel v mislih tri osnovne cilje:
- Za pomoč pri zbiranju več prispevkov za predsedniško kampanjo Demokratične stranke;

- Svoje prizadevanje za ponovno izvolitev je začel novembra 1964; in

- Za pomoč pri političnih popravkih med več vodilnimi člani teksaške demokratske stranke, za katere se je zdelo, da se borijo med seboj

Potovanje je bilo napovedano konec septembra 1963. Trasa povorke je bila dokončana 18. novembra in kmalu zatem napovedana. 21. novembra so mediji napovedali povorko, kje in kako bo potekala.

## Atentat

### Pot na Dealy Plaza
Kennedyjev itinerar je pozval predsednika, naj prispe na letališče Dallas Love Field s kratkim letom iz letalske baze Carswell v Fort Worthu. Pot motornega kolone skozi Dallas - s Kennedyjem, Connallyjem in njihovima ženama skupaj v eni sami limuzini, Johnsonom in ženo za dvema avtomobiloma zadaj - je nameravala Kennedyju dati največjo izpostavljenost lokalnim množicam pred njegovim prihodom na kosilo v Trade Mart, kjer se je predsednik Kennedy nameraval srečati z državljanskimi in poslovnimi voditelji. Kenneth O'Donnell, Kennedyjev prijatelj in sekretar za imenovanja, je za cilj povorke vozil izbral Trade Mart.
Odhod z Dallas Love Fielda je bil povorki dodeljen 45 minut za prihod v Trade Mart ob predvidenem času prihoda ob 12:15. Pot je bila načrtovana tako, da je služila kot 16-kilometrska kriva pot med obema krajema, vozila s policijskimi motorji pa so se lahko v predvidenem času vozili počasi. 
Posebni agent Winston G. Lawson, član Bele hiše, ki je deloval kot agent tajne službe, in agent tajne službe Forrest V. Sorrels, posebni agent, odgovoren za pisarno v Dallasu, sta bila najbolj aktivna pri načrtovanju dejanske povorke. 14. novembra sta se oba moška udeležila sestanka na Love Fieldu in se odpeljala po poti, za katero je Sorrels verjel, da je najbolj primerna za povorko. Od Love Fielda je pot potekala skozi primestni odsek Dallasa, skozi Downtown vzdolž glavne ulice, desno zavijanje na ulici N. Houston Street za en blok, levo na ulici Elm, ki poteka skozi Dealey Plaza, in navzdol kratek odsek Stemmonsova avtocesta do trgovskega trga. 
Kennedy se je nameraval vrniti na Love Field in se pozneje tega dne odpraviti na večerjo za zbiranje sredstev v Austinu. Za povratno potovanje so agenti izbrali bolj neposredno pot, ki je bila približno 6,4 km dolga; nekaj te poti bi morali prevoziti uporabili po atentatu. Načrtovana pot do Trade Mart-a je bila nekaj dni pred dogodkom na široko objavljena v časopisih Dallas, v korist ljudi, ki so si želeli ogledati povorko. 
Za prehod skozi Downtown Dallas je bila izbrana pot zahodno vzdolž glavne ulice in ne ulice Elm (en blok proti severu), saj je bila to tradicionalna parada in je zagotavljala največji pogled na stavbo in množice. Odsek poti na glavni ulici je preprečil neposreden zavoj na izvoz Fort Worth Turnpike (ki je služil tudi kot izvoz Stemmons Freeway), ki je bil pot do Trade Mart, saj je bil ta izvoz dostopen le z ulice Elm. Zato je načrtovana proga povorke vključevala kratek zavoj v enem bloku na koncu glavnega dela glavne ulice, na Houston Street za en blok proti severu, preden so spet zavili proti zahodu na Elm, tako da so lahko pred izstopom iz Elma nadaljevali skozi Dealey Plaza  na avtocesto Stemmons.  Teksaški šolski knjižni depozit je bil (in je še vedno) na severozahodnem vogalu križišča Houston in Elm Street. 
Povorka Dallas je za tajno službo in policijsko zaščito uporabljala tri vozila:
- Prvi avtomobil, beli Ford brez oznak (trdi streh), so imeli na krovu šefa policije Dallasa Jesse Curry, agent tajne službe Win Lawson, šerif Bill Decker in Dallas Field Agent Forrest Sorrels.
- Drugi avtomobil, kabriolet Lincoln Continental iz leta 1961, so zasedli voznik agent Bill Greer, SAIC Roy Kellerman, guverner John Connally, Nellie Connally, predsednik Kennedy in Jackie Kennedy.
- Tretji avtomobil, kabriolet Cadillac iz leta 1955 s kodnim imenom "Halfback", je vseboval voznika agenta Sama Kinneyja, ATSAIC Emory Roberts, pomočnika predsednika Ken O'Donnell in Dave Powers, voznika agenta Georgea Hickeyja in agenta PRS Glena Bennetta.  Agenti tajnih služb Clint Hill, Jack Ready, Tim McIntyre in Paul Landis so jahali na deskah.

22. novembra 1963 - po govoru na zajtrku v Fort Worthu, kjer je Kennedy prenočil po prihodu iz San Antonia, Houstona in Washingtona, prejšnji dan - se je Kennedy vkrcal na letalo Air Force One, ki je odletelo ob 11:10 in prispelo v Love Polje 15 minut kasneje. Ob 11:40 je Kennedyjeva povorka zapustila Love Field na pot skozi Dallas, ki je tekla po urniku, približno 10 minut daljšem od načrtovanega 45 minutnega dogodka, zaradi navdušenih množic, ocenjenih na 150.000 do 200.000 ljudi, in dveh nenačrtovanih postankov, ki jih je častil Kennedy. 

### Streljanje na Dealy Plaza
Ob 12:30 je Kennedyjeva predsedniška limuzina Lincoln Continental prispela na Dealy Plaza. Nellie Connally, prva dama Teksasa, se je kmalu zatem obrnila na Kennedyja, ki je sedel za njo, in rekla: "Gospod predsednik, ne morete reči, da vas Dallas ne ljubi." Kennedy se je nato nasmehnil in odgovoril: "Ne, zagotovo ne morem tega reči." To so bile njegove zadnje besede. 
Z ulice Houston Street je limuzina načrtovano zavila levo na cesto Elm, da bi omogočila dostop do izhoda s avtoceste Stemmons. Ko se je vozilo obrnilo, je zapleljalo mimo teksaškega šolskega knjižnega skladišča in nadaljevalo pot po cesti naravnost. Približno 80 % prič je dejalo, da je kmalu zatem zaslišalo streljanje. V bližini odprtega okna v šestem nadstropju skladišča knjig so našli tudi puško Mannlicher-Carcano in na tleh tri porabljene metke.
Kmalu potem, ko je Kennedy začel mahati množici, se je zaslišal prvi strel, kar pa je bilo, vendar se večina v množici ali tistih, ki so se vozili v povorki, ni odzvala. Mnogi so kasneje rekli, da so si predstavljali, da so slišali petardo ali povratno streljanje vozila. Tako Kennedy kot Connally, ki sta oba delala kot oficirja v drugi svetovni vojni, sta zvok prepoznala kot strel močne puške. Ta metek je zgrešil limuzino in zadel pločnik ob cesti. Pri tem je mimoidočega Jamesa Taguea majhen košček pločnika, ki se je odtrgal od metka, zadel v desno lico zaradi česar je utrpel manjšo rano na licu. Dve sekundi zatem se je zaslišal drugi strel, ta metek je zadel Kennedyja v spodnji del vratu ter mu prebil kožo in nato zadel še Connallyja v levi zgornji del hrbta v bližini leve rame, pri tem pa je Connalyjeva kri špricnila na sprednje okno limuzine. Ob ustrelu je Connally od bolečine zavpil: "O ne, ne! Ljubi bog! Vse nas bodo pobili!" Kennedy si je nato z rokami od bolečine pokril obraz, dve sekundi po drugem streljanju pa se je zaslišal še tretji strel. Ta metek je Kennedyja zadel naravnost v glavo in je bil za predsednika usoden. Kennedy je v trenutku padel na svoj sedež limuzine ter padel v nezavest zaradi močne krvavitve glave. Takoj po usodni ustrelitvi je njegova žena Jacqueline vstala in z stegnjeno roko začela mahati policistom na motorjih v znak, da je Kennedy hudo ranjen. 
Posebni agent tajne službe, Clint Hill se je vozil na levi sprednji ploščadi naslednjega avtomobila, ki je bil tik za Kennedyjevo limuzino, ko je zagledal, da je bil Kennedy ustreljen. Hill je skočil na ulico Elm in stekel naprej, da bi se vkrcal na prtljažnik limuzine in zaščitil Kennedyja. Vedel je, da posega po nečem, morda po kosu Kennedyjeve lobanje. Skočil je na zadnjo stran limuzine, da bi zaščitil Kennedyja, Jacqueline pa se je nato usedla nazaj na svoj sedež in prijela Kennedyja. 
Voznika limuzine sta opazila, da sta Kennedy in Connally močno ranjena ter avto usmerila k spominski bolnišnici Parkland. Nellie Connally je držala svojega moža na poškodovanem delu telesa, medtem, ko je Jacquilline držala Kennedyja za glavo k sebi. Med potjo v bolnišnico je Jacquilline večkrat glasno dejala: "Ubili so mi moža! V roki imam njegove možgane!" Leta po atentatu je Jacquilline dejala: "Med potjo v bolnišnico sem se skozi sklanjala nad njim in dejala: Jack! Jack, me slišiš? Ljubim te Jack! Nenehno sem mu držala zgornji del glave pokonci, da bi mu ostali možgani v lobanji."
Ob 12:36 je limuzina prispela v bolnišnico. Po prihodu v bolnišnico sta bila Kennedy in Connally nemudoma odpeljana na urgenco. Jacquilline Kennedy je v svoji obleki, umazani od krvi svojega moža čakala pred operacijsko sobo. Zdravniki so takoj operirali oba poškodovanca. Kljub hitremu okrepanju, je so bile Kennedyjeve poškodbe prehude, kirurg, ki ga je pa operiral, pa je verjel, da je preživetje skoraj da nemogoče, saj je tretji metek, ki ga je zadel v zadnji del glave, povzročil veliko poškodbo lobanje in možganov ter posledično močno krvavitev. Ob 13:00, pol ure po atentatu, je 46-letni ameriški predsednik John F. Kennedy podlegel poškodbi ter krvavitvi glave in umrl. 
Župan Connally je preživel operacijo, čeprav kljub velikim poškodbam in bil v življenjski nevarnosti. Kirurgi, ki so ga operirali, so dejali, da ga je žena po streljanju potegnila v naročje, zaradi česar je nastala drža zaprla njegovo prednjo rano na prsih, zaradi česar se je zrak sesal neposredno v prsni koš okrog poškodovanih desnih pljuč. 

### Obdukcija
New York Times je o Kennedyjevi smrti poročal ob 13:33. Po Kennedyjevi smrti so njegovo truplo ob 14:00 odpeljali v Washington D. C. Njegova obdukcija je bila opravljena v pomorski bolnišnici Bethesda v Bethesdi v Marylandu, okoli 20. ure. in ob polnoči po vzhodnem vzhodnem vremenu, v soboto, 23. novembra. Izvedeno je bilo v pomorski bolnišnici na zahtevo Jacqueline Kennedy na podlagi tega, da je bil predsednik Kennedy med drugo svetovno vojno pomorski častnik.

## Posledice in preiskava v Deally Plaza
Dallaška policija je območje, kjer se je zgodil atentat, zaprla med 12:33 in 12:50. Na Dealey Plaza je bilo najmanj 104 očividcev, ki so bili zabeleženi z mnenjem o smeri, od koder so prihajali streli. 51,9% ljudi je menilo, da so vsi posnetki prišli iz zgradbe depozitarja. 31,7% ljudi je menilo, da prihajajo bodisi iz travnatega hriba bodisi iz trojnega podvoza. 8,7% jih je menilo, da je vsak strel prišel z mesta, ki se popolnoma razlikuje od hrupa ali skladišča. 4,8% je menilo, da so slišali strele z dveh lokacij, 2,9% pa so menili, da streli izvirajo iz smeri, ki je skladna tako z gomoljem kot s skladiščem. 
Ko je limuzina zapustila Dealey Plaza in se odpravila proti bolnišnici, so policisti in gledalci stekli navzgor po travnatem hribu in od trojnega podhoda do območja za 1,5 metra visoko ograjo na vrhu griča, ki jo je ločilo od parkirišča. Medtem je Howard Brennan, parni monter, ki je sedel nasproti teksaškega šolskega skladišča knjig, pristopil k policiji in rekel, da je ob povorki slišal strel od zgoraj, nato pa pogledal navzgor, da bi videl moškega s puško, ki se je nahajal šestem nadstropju. Rekel je, da je istega moža nekaj minut prej gledal skozi okno. Policija si je ob 12:45, 12:48 in 12:55 zapisala Brennanov opis tega moškega. Po drugem strelu se je Brennan spomnil, da je ta človek ciljal na svoj zadnji strel in je morda za trenutek ustavil, da bi se prepričal, da je zadel cilj." 
Ko se je Brennan pogovarjal s policijo pred stavbo, sta se jim pridružila še dva uslužbenca depozitarja knjig, ki sta z okna na jugovzhodnem kotu petega nadstropja stavbe opazovala povorko. Eden je poročal, da je slišal tri strele neposredno nad njim ter zvoke puške in nabojev metkov, ki so padli na tla sobe. 
Delavec teksaškega šolskega knjižnega zavoda Bonnie Ray Williams je pričal, da je Leea Harveya Oswalda prepoznal kot nekoga, ki ga je pred atentatom dvakrat videl v šestem nadstropju stavbe z skladiščem knjig. Devet mesecev kasneje je FBI odstranil robnik, spektrografska analiza pa je pokazala kovinske ostanke, skladne z ostanki svinčevega jedra v strelu Oswalda. Tague je pričal pred Warrenovo komisijo in sprva izjavil, da ga je ranil na lice bodisi z drugim ali tretjim strelom od treh strelov, ki se jih je spomnil. Ko ga je odvetnik komisije zahteval, da je natančnejši, je Tague pričal, da je bil ranjen pri drugem strelu. 
Warrenova komisija je dodatno sklenila, da so bili sproženi trije streli, in dejala, da je "znatna večina prič navedla, da streli niso enakomerno razporejeni. Večina prič se je spomnila, da sta bila drugi in tretji strel združena".

## Lee Harvey Oswald in Jack Ruby
Delavec depozitarja Buell Wesley Frazier, ki je vozil Lee Oswalda v službo, je pričal, da je videl Oswalda, kako je v stavbo odnesel dolgo rjavo papirnato vrečko, zavezano z tanko belo špago, za katero mu je Oswald povedal, da vsebuje »zavese«, čeprav se mu je zdelo, da je v vrečki nekaj tršega od zaves. Potem, ko je Oswaldov nadzornik v depozitar prijavil, da je pogrešan, je policija poslušala njegov opis kot osumljenca v streljanju na Dealey Plaza. Dolgo rjavo torbo, ki jo je opisal Frazier, je šest policistov v Dallasu našlo tudi v bližini okna v šestem nadstropju, kjer je bilo ugotovljeno, da je Oswald streljal s strelom v predsednika Kennedyja in je bilo ugotovljeno, da je dolga 38 centimetrov z oznakami na puški. Po prstnih odtisih je bilo tudi ugotovljeno, da je Oswald puško imel v rokah. 
Policist J. D. Tippit se je ob 13:13 pripeljal s policijskim avtom v ulico sosednje soteske Oak Cliff v Dallasu potem, ko mu je bilo naročeno, da naj se odpelje na mesto atentata in opazil Oswalda v beli majci, ki je hodil po pločniku v stanovanjski soseski (tri milje od Dealey Plaza). Tippit se je ustavil, odprl okno in ga skozi odprto okno poklical do avta, ker je po njegovi obleki mislil, da je osumljenec atentata, ki so mu ga opisali. Oswald je stopil do avta, oba pa sta si nato izmenjavala besede. Po končanem pogovoru je Tippit ob 13:15 izstopil iz avta, da bi stopil do Oswalda in ga pregledal. Medtem, ko je hodil pred sprednjim delom avta do njega, je Oswald iz svojega žepa izvlekel svojo majhno pištolo ter štirikrat ustrelil Tippita. En metek ga je zgrešil, dva sta Tippita zadela v prsni koš, eden pa v desno stegno. Tippit je nato padel na tla ceste pred svoj avto in padel v nezavest, Oswald pa je napolnil svojo pištolo in pobegnil stran. Voznik Domingo Benavides, ki se je s svojim tovornjakom takrat pripeljal na nasprotni strani ulice, je bil priča streljanju zaradi česar se je ustavil in počakal, da je Oswald pobegnil stran, čeprav ga je Oswald med begom videl. Ko se je prepričal, da ga ni več, je Benavides izstopil iz svojega tovornjaka ter stekel pomagati nezavestnemu Tippitu. V njegovem policijskem avtu je na sedežu našel policijski mikrofon ter po njem obvestil policijo, da je bil Tippit ustreljen ter da je videl storilca, ga opisal ter povedal lokacijo streljanja, takoj zatem pa je poklical še rešilca. Tippita so nato odpeljali v Medototično bolnišnico, kjer je ob 13:25 podlegel strelnim poškodbam in umrl. 
Oswalda je kmalu zatem vodja trgovine s čevlji opazil, kako se je sumljivo umaknil v vhodni del trgovine, nato pa je opazoval, kako je Oswald nadaljeval hojo po ulici in brez plačila vstopil v gledališče Texasa. Upravitelj trgovine je opozoril prodajalko vstopnic v gledališču, ta pa je nato ob 13:40 poklicala policijo. 
Ob 14:00 je prišla policija, skupina šestih policistov pa je nato odšla v gledališče, kjer so kmalu našli Oswalda. Ob prihodu policistov v gledališče se je predvajanje filma ustavilo, v gledališču pa so se prižgale luči. Ko so prihajali do Oswalda, si je Oswald rekel: "Zdaj je pa vsega konec!" Nato je iz žepa izvlekel svojo pištolo, vstal ter z njo nameril v prvega policista Nicka Mcdonalda, ki je prvi stopil do njega, a se pištola ni sprožila, zaradi napačne postavitve v roki. Oswald je nato z pištolo močno udaril McDonalda po obrazu, ta pa je nato padel k bližnjemu sedežu. Drugi policist, ki je bil v bližini, je takoj zatem z pestjo na vso moč udaril Oswalda v levi del glave, zaradi česar je Oswald zletel na bližnji sedež in utrpel manjšo rano nad levim očesom. Še preden je hotel nazaj vstati, so ga vsi policisti prijeli, dva pa sta mu nato primila roke ter mu vzela pištolo in mu na roke priklenila lisice. Po aretaciji je bil Oswald odpeljan na Dallaško policijsko postajo, kjer je ostal v priporu. Policist McDonald je bil zaradi lažjih poškodb odpeljan v bolnišnico. 
Zvečer istega dne je bil Oswald obtožen umora predsednika Kennedyja in policista Tippita. 23. novembra je Oswald v priporu stopil še do številnih policijskih detektivov in novinarjev, kjer je čez cel dan opravil več pogorov. V vseh pogovorih je Oswald zanikal kakršnokoli obtožbo in izjavil, da nobenega ni ubil. Ta dan je bil na policiji tudi fotografiran kot obtoženec, zanj pa je bila nato narejena še obtožnica. 
24. novembra dopoldne je Oswald opravil še en preiskovalni pogovor v priporu med najbolj izkušenimi policijskimi detektivi, potem pa je bilo odločeno, da se ga premesti v mestni zapor za vložitev obtožnice in s tem pripravo na njegovo sojenje. Ob 11:21 sta dva policijska detektiva spremljala Oswalda do jeklenega policijskega avta v pritličju pod stopniščem Dallaškega pripora. Odhod do zapora so spremljale številne televizije v živo. Med množico ljudi, ki so opazovali Oswaldov odhod v zapor, je bil tudi lastnik Dallaškega nočnega kluba Jack Ruby. Približno 3 metre pred jeklenim avtom, ko so se je Oswald bližal z svojima spremljevalcema, je Jack Ruby vzel iz žepa svojo manjšo pištolo, stopil iz množice ter nameril v Oswalda in ga z pištolo enkrat ustrelil v trebuh. Oswald je takoj po ustrelitvi zavpil od neznosne bolečine ter padel po tleh. Takoj potem, ko je Oswald padel na tla, se je Ruby sklonil in z svojo pištolo nameril še Oswaldu v glavo, da bi ga na mestu dokončno ubil, vendar sta ga dva policijska detektiva, ki sta spremljala Oswalda, takoj prijela, policija pa ga je aretirala. Množica izven policijske postaje je odkrito ploskala, ko je ugotovila, da je bil Oswald ustreljen. Po aretaciji Rubyja sta policijska detektiva vprašala ležečega Oswalda: "A nam zdaj hočete kaj povedati?" Oswald je odkimal ter kmalu zatem padel v nezavest. Nezavestnega Oswalda so nato z rešilcem odpeljali v spomeniško bolnišnico Parkland, kjer je Oswald ob 13:07 podlegel močni poškodbi prsnega koša, ki ga je povzročila ustrelitev in umrl. 
Ruby je bil zaradi ustrelitve Oswalda obsojen na smrtno kazen, vendar je bila njegova obsodba razveljavljena zaradi njegove pritožbe. Na sojenju je dejal, da je Oswalda ubil, ker ga je Kennedyjeva smrt močno prizadela in da bi umor Oswalda Jacqueline Kennedy prizanesel neprijetnosti pri vrnitvi na sojenje. Decembra 1966 je Ruby med čakanjem v priporu na novo sojenje zbolel za pljučnim rakom ter umrl 3. januarja naslednje leto. 

## Pogreb
24. novembra so Kennedyjevo truplo v krsti postavili v hišo ameriškega kongresa kjer je bila na voljo za ogled od naslednjega dne. Čez dan in noč se je na stotine tisoč ljudi zbralo, da bi si ogledalo varovano krsto. Državnega pogreba so se v ponedeljek 25. novembra udeležili predstavniki iz več kot 90 držav. Po maši zadušnici v stolnici sv. Mateja je bil Kennedy pokopan na narodnem pokopališču Arlington, tik pred Washingtonom v Virginiji. Pogreba policista Tippita in Oswalda sta bila prav tako 25. novembra. Tippit je bil pokopan v spominskem parku Laurel Land v Dallasu, Oswald pa na pokopališču Rose Hill v Fort Worth. 

## Preiskave

### FBI-jejva preiskava
9. decembra 1963 je Warrenova komisija prejela poročilo FBI o svoji preiskavi, v katerem je bilo ugotovljeno, da so bili izstreljeni trije metki - prva je zadela Kennedyja, druga je zadela Connallyja, tretja pa Kennedyja v glavo in ga ubila. Warrenova komisija je zaključila, da je eden od treh strelov zgrešil, eden je šel skozi Kennedyja in nato zadel Connallyja, tretji pa Kennedyja v glavo.

### Warrenova komisija
Predsednikovo komisijo za atentat na predsednika Kennedyja, neuradno znano kot Warrenova komisija, je 29. novembra 1963 ustanovil predsednik Johnson za preiskavo atentata. Njegovo končno poročilo na 888 straneh je bilo Johnsonu predstavljeno 24. septembra 1964 in objavljeno tri dni pozneje. Ugotovil je, da je Lee Harvey Oswald sam ubil Kennedyja in poškodoval Connallyja ter da je Jack Ruby sam ubil Oswalda. Ugotovitve komisije so se izkazale za kontroverzne in so bile pozneje raziskane na različne načine kritizirane in podprte. 
Komisija je svoje neuradno ime, "Warrenova komisija", dobila po svojem predsedniku, vrhovnem sodniku Earlu Warrenu. Glede na objavljene stenograme Johnsonovih predsedniških telefonskih pogovorov so nekateri veliki uradniki nasprotovali oblikovanju takšne komisije, več članov komisije pa se jih je udeležilo le z izjemnim zadržkom. Eden od njihovih glavnih pridržkov je bil, da bi komisija na koncu ustvarila več polemik kot soglasja in ti strahovi so se na koncu izkazali za upravičene. 
Vsi zapisi Warrenove komisije so bili predloženi nacionalnemu arhivu leta 1964. Neobjavljeni del teh zapisov je bil sprva zapečaten 75 let (do leta 2039) v skladu s splošno politiko nacionalnega arhiva, ki je veljala za vse zvezne preiskave izvršilne veje oblasti, obdobje "namenjeno zaščiti nedolžnih oseb, ki bi bile sicer lahko poškodovane zaradi odnosa z udeleženci v zadevi". 75-letno pravilo ne obstaja več, nadomeščeno z Zakonom o svobodi dostopa do informacij iz leta 1966 in Zakonom o evidencah JFK iz leta 1992. 

## Reakcije atentata
Atentat je po vsem svetu povzročil osupljive reakcije. Prvo uro po streljanju je bil čas velike zmede pred napovedjo smrti predsednika. Incident se je zgodil med hladno vojno in sprva ni bilo jasno, ali bi bil streljanje lahko del večjega napada na ZDA. Zaskrbljeno je bilo tudi, ali je podpredsednik Johnson, ki se je za volanom vozil dva avtomobila zadaj, varen. 
Novica o atentatu je šokirala ameriški narod. Ljudje so odkrito jokali in se zbirali v veleblagovnicah, da bi si ogledali televizijsko oddajo, drugi pa so molili. Promet na nekaterih območjih se je ustavil, ko se je novica razširila iz avtomobila v avto. Šole po Združenih državah Amerike so predčasno odpustile svoje učence iz pouka. Jezo proti Teksasu in Teksašanom so poročali nekateri posamezniki. Različni navijači Cleveland Brownsa so na primer naslednje nedelje na domači tekmi nosili napise proti Dallas Cowboysom, ki so mesto Dallas obtožili, da je ubil predsednika. 
Bili pa so tudi primeri, ko so bili Kennedyjevi nasprotniki veseli za atentat. Novinar je poročal, da se veseli na ulicah Amarilla, pri čemer je ženska kričala: "Hej, super, JFK je umorjen!" 
Dogodek je pustil trajen vtis na mnoge po vsem svetu. Tako kot pri prejšnjem napadu na Pearl Harbor 7. decembra 1941 in veliko kasneje tudi pri terorističnih napadih 11. septembra 2001, je postalo pogosta tema razprava "Kje ste bili, ko ste slišali za atentat na predsednika Kennedyja".

## Teorije zarote
Številne teorije zarote trdijo, da so v atentatu poleg Lee Harveya Oswalda sodelovali tudi drugi ljudje ali organizacije. Večina aktualnih teorij predstavlja kriminalno zaroto, ki vključuje različne stranke, kot so FBI, CIA, ameriška vojska, mafija, podpredsednik Johnson, kubanski predsednik Fidel Castro, KGB ali nekakšna kombinacija teh subjektov. 
Raziskave javnega mnenja so dosledno pokazale, da večina Američanov verjame v zaroto za umor Kennedyja. Gallupove raziskave so pokazale tudi, da le 20–30% prebivalstva meni, da je Oswald deloval sam. Te ankete tudi kažejo, da ni soglasja o tem, kdo je še lahko sodeloval. Nekdanji okrožni tožilec v Los Angelesu Vincent Bugliosi je ocenil, da je bilo skupaj 42 skupin, 82 morilcev in 214 ljudi obtoženih različnih teorij zarote o umoru Kennedyja. 